# Olds Peak
Olds Peak är en bergstopp i Antarktis. Den ligger i Västantarktis. Nya Zeeland gör anspråk på området. Toppen på Olds Peak är 1 480 meter över havet, eller 135 meter över den omgivande terrängen. Bredden vid basen är 1,2 km.
Terrängen runt Olds Peak är huvudsakligen kuperad, men åt nordväst är den bergig. Trakten är obefolkad. Det finns inga samhällen i närheten.